# FC Akjaiîk
FC Akjaiâk este un club de fotbal din Oral, Kazahstan. Echipa joacă meciurile de acasă pe Stadionul Petr Atoian cu o capacitate de 8.320 de locuri.

## Lotul 2010
| Nr. |           | Poziție | Jucător             |
| --- | --------- | ------- | ------------------- |
| 1   | Kazahstan | P       | Ilya Bayteryakov    |
| 3   | Croația   | F       | Nikica Gacesa       |
| 5   | Kazahstan | F       | Mikhail Lyubimkin   |
| 7   | Kazahstan | M       | Eldar Abdurakhmanov |
| 8   | Kazahstan | A       | Aleksei Maltsev     |
| 9   | Kazahstan | M       | Aybek Gubaydulin    |
| 10  | Kazahstan | M       | Andrei Arbekov      |
| 11  | Kazahstan | M       | Arthur Avakyantz    |
| 12  | Rusia     | A       | Dmitri Kozlov       |
| 13  | Kazahstan | F       | Aslan Kireev        |
| 14  | Kazahstan | F       | Baurzhan Omerov     |

| Nr. |           | Poziție | Jucător           |
| --- | --------- | ------- | ----------------- |
| 15  | Kazahstan | F       | Abay Abanbayev    |
| 16  | Ghana     | A       | Moses Sakyi       |
| 17  | Kazahstan | M       | Sergei Shevtsov   |
| 18  | Kazahstan | M       | Ruslan Khairov    |
| 20  | Kazahstan | F       | Valeri Korzh      |
| 21  | Kazahstan | A       | Diego Biekenov    |
| 22  | Kazahstan | P       | Ivan Sivozhelezov |
| 25  | Rusia     | M       | Viktor Myagkov    |
| 33  | Rusia     | F       | Sergei Nyukhalov  |
| 87  | Kazahstan | P       | Roman Bagautdinov |